# マルティーナス・アンドリュシュケヴィチュス
マルティーナス・アンドリュシュケヴィチュス（Martynas Andriuškevičius、1986年3月12日 - ）は、リトアニアのプロバスケットボール選手。スペイン男子プロバスケットボールリーグ2部LNBのCBルセントゥム・アリカンテ所属。ソビエト連邦リトアニア・カウナス出身。ポジションはセンター。218cm、113kg。